# 實葉形軟珊瑚
實葉形軟珊瑚（学名：Lobophytum solidum）为軟珊瑚科葉形軟珊瑚屬下的一个种。